# Apostolische Präfektur Guilin
Die Apostolische Präfektur Guilin (lat.: Apostolica Praefectura Kveilinensis) ist eine in der Volksrepublik China gelegene römisch-katholische Apostolische Präfektur mit Sitz in Guilin.

## Geschichte
Die Apostolische Präfektur Guilin wurde am 9. Februar 1938 durch Papst Pius XI. mit der Apostolischen Konstitution Quo Christi aus Gebietsabtretungen der Apostolischen Präfektur Wuchow errichtet.

## Apostolische Präfekten von Guilin
- John Angel Romaniello MM, 1938–1983
- Sedisvakanz, seit 1983